# Шавров, Николай Павлович
Никола́й Па́влович Шавро́в (2 [14] декабря 1884, Оловянная, Забайкальская область — 13 января 1938, Чебулинский район, Новосибирская область) — советский фармаколог. Основатель кафедр фармакологии Иркутского медицинского университета (1922—1929), Новосибирского медицинского института (1935—1937).

## Биография
Николай Павлович Шавров родился 2 (14) декабря 1884 года в семье священника-миссионера, служившего в Забайкалье.
Окончил Вяземскую классическую мужскую гимназию. После переезда в Москву поступил на отделение естественных наук физико-математического факультета Московского университета.
Обучаясь в университете основательно изучил физику и химию, приобщился к театру, музыке, литературе. Уже в тот период
у него зародился интерес к медицине.
После блестящего окончания университета в 1910 году, он поступает в Военно-медицинскую академию в Санкт-Петербурге, где обучался у выдающихся деятелей биологии и медицины: И. П. Павлова, Н. П. Кравкова, И. Я. Вельяминова, В. М. Бехтерева.
В 1914 году едет на фронт, где служит врачом 17-го уланского Новомиргородского полка, затем 17-го гусарского Черниговского полка.
Объявлен в Высочайшем приказе по наградам чинам военно-санитарного ведомства от 1-го апреля 1915 года: «За отличия в делах против неприятеля. ..Орден Святой Анны 3-й степени с мечами и бантом: Не имеющим чинов, лекарям: младшим врачам полков: 17-го уланского Новомиргородского, Николаю Шаврову…» (опубликован Русский Инвалид. № 17.)
Был ранен на поле боя, награждён орденом Святой Анны II степени с мечами и III степени с мечами и бантом, орденом Святого Станислава II степени с мечами и III степени с мечами и бантом, медалью «В память 300-летия царствования дома Романовых». Находясь на фронте, Н. П. Шавров проявил себя не только как врач, но и как разносторонне развитый незаурядный учёный. Он написал психолого-социальный труд «Мысли о человеке и государстве. (Действующая армия. 1917)». Работу Шаврова высоко оценил В. М. Бехтерев, неоднократно процитировав её в своём труде «Избранные работы по социальной психологии». Во время Первой мировой войны Н. П. Шавров встречался с известным исследователем Центральной Азии П. К. Козловым, который рассказал ему о тибетских врачах в окружении Далай-ламы. В своём труде (одном из первых европейских трудов по тибетской медицине) Н. П. Шавров отметил: «…П. К. Козлов рассказывал мне, что некоторые из этих врачей, с которыми ему удавалось разговаривать, … производили на него самое благоприятное впечатление».(Шавров Н. П. Тибетская медицина // Иркутский медицинский журнал. 1923. — № 4-5. — С. 31.)
В годы Гражданской войны — врач 2-го Барабинского Сибирского стрелкового полка в армии А. В. Колчака, бригадный врач. В декабре 1919 года после пленения работал ординатором в госпитале в Новониколаевске (ныне Новосибирск). В рядах 5-й армии РККА прибыл в Иркутск, где в 1919—1922 году работал лаборантом химико-фармацевтической лаборатории 5-й Армии.
После открытия медицинского отделения при физико-математическом факультете Иркутского государственного университета и его выделения в самостоятельный факультет, Н. П. Шавров становится основателем и первым заведующим организованной в 1922 году кафедры фармакологии и фармхимии.
В 1923 году предпринял научную командировку в Москву, которая позволила завершить диссертационную работу на тему «Каталаза и протеаза крови при парентеральном введении хлоралгидрата». После успешной защиты диссертации в 1925 году получает звание профессора фармакологии Иркутского государственного университета.
Верный своему принципу экспериментальной проверки теоретических предложений он много и успешно экспериментировал, читал лекции для студентов. С момента основания на кафедре исследовался химический состав лекарственных трав, в том числе бадана. Совместно с И. А. Обергардом изучался фонд лекарственных и технических растений Сибири, лекарственные средства Тибета и Китая. 18 ноября 1922 г. Н. П. Шавровым был прочитан доклад на заседании Научно- медицинского общества и опубликована статья «Тибетская медицина», где он писал: «…в настоящее время, когда медицинская мысль, после некоторого времени фармакологического нигилизма, вновь начинает живейшим образом интересоваться фармакодинамическими проблемами, поднимается вновь и вопрос об изучении методик тибетской медицины».
Являлся членом президиума Совета Иркутского отделения Осоавиахима, казначеем Иркутского отделения Общества изучения Сибири и её производительных сил. Работал в Восточно-Сибирском отделении Русского географического общества, участвовал в подготовке и проведении 1-го Сибирского научно-исследовательского съезда (1926).
С 1929 по 1930 годы по совместительству заведовал кафедрой физиологической химии Иркутского университета.

В те годы, по воспоминаниям С. Н. Синакевича, Н. П. Шавров по горячей любви женился на дочери золотопромышленника, организовавшего пышную и шумную свадьбу. В альбоме истории кафедры фармакологии сохранился снимок Н. П. Шаврова и его супруги, а кабинет нынешнего профессора кафедры украшает дубовая резная мебель тех времён — подарок тестя зятю-профессору. Тот же С. Н. Синакевич отмечал деловую смётку и предприимчивость Н. П. Шаврова, который в годы НЭПа участвовал в работе артели, выпускавшей отличный клей из сибирского сырья. Эта деловитость Н. П. Шаврова проявится ещё не раз при создании ещё одной кафедры фармакологии — уже в г. Новосибирске, в 1935 году.
— Л. А. Усов. Шавров Николай Павлович
В ноябре 1929 года приглашён заведовать кафедрой химии и физики Сибирского торгово-товароведческого института Центросоюза СССР (позже — Новосибирский институт народного хозяйства). Написал несколько статей для Сибирской советской энциклопедии. 25 января 1929 г. на заседании Президиума Дальневосточного крайисполкома был утверждён Совет ДВК энциклопедии в секретариат которой вместе с Гампер, Данишевским, Барсовой вошёл Шавров.
В 1932—1933 работал также директором Сибирского филиала Научно-исследовательского химико-фармацевтического института. Неоднократно принимал участие во Всесоюзных съездах физиологов.
В 1933 году был арестован в связи с так называемым «белогвардейским заговором», обвинён в принадлежности к офицерской повстанческой организации «Общевоинский союз», в создании ряда «контрреволюционных ячеек в различных слоях интеллигенции» и 20 августа 1933 года коллегией ОГПУ осуждён по статье 58, ч. 10-11 на десять лет заключения в концентрационных лагерях. С сентября 1933 отбывал заключение в Томском лагере в должности врача.
По ходатайству Томского университета Н. П. Шаврову в 1934 году позволили заниматься преподавательской работой в вузах Томска. С марта 1934 года занимает должность профессора биологии и технической химии Томского индустриального педагогического института, с августа 1935 года — заведующий кафедрой биохимии Томского государственного медицинского института. В сентябре 1935 года по решению Управления Сиблага переводится на работу в образованный Новосибирский медицинский институт, где организовывает кафедру фармакологии, которой заведует до 1937 года.
В 1937 году Н. П. Шавров был вновь обвинён в заговоре, отбывал наказание в Ново-Ивановском отделении Сиблага на территории современного Чебулинского района Кемеровской области. По решению тройки УНКВД Новосибирской области от 25 декабря 1937 года приговорён к расстрелу.
13 января 1938 года приговор был приведён в исполнение. В 1957 году Н. П. Шавров был посмертно реабилитирован.
Научное наследие Н. П. Шаврова помимо диссертации и 30 статей включает три издания пособия «Врачебное выписывание рецептов». Им были написаны «Учебник фармакологии» и пособие «Дифференциальная диагностика и терапия важнейших острых отравлений», которые не дождались издания.
Имя профессора Н. П. Шаврова присвоено кафедре фармакологии Иркутского государственного медицинского университета.

## Научные труды
- Мысли о человеке и государстве / Д-р Н. Шавров; Под ред. Инн. Устюжанинова. — Б. м.: Арм. ком. ч. под нач. воен. сообщ. армий Зап. фр., 1917. — 120, III с.; 21 см[11].
- Шавров. Н. К тридцатилетию научно-преподавательской деятельности проф. А. А. Мелких [Текст] / Н. Шавров // Иркутский медицинский журнал. — 1927. — № 6. — С. 89-92.
- Шавров Н. Медицина тибетская.//Сибирская советская энциклопедия. Том третий. Л-Н.: 1932. С.356[7]
- Врачебное выписывание рецептов с приложением карманного справочника. — Москва, Ленинград: издательство «Медгиз», 1930—1937 гг.
- Источник Аршан Тункинский. — Иркутск, 1927 г.
- Методика врачебного выписывания рецептов. — Иркутск, 1926 г.

## Публикации о Шаврове Н.П
- Левента А. И., Усов Л. А., Шапкин Ю. Г. Участник Первой мировой войны, основатель кафедры фармакологии Иркутского медицинского университета Николай Павлович Шавров (к 100-летию Первой мировой войны) // Медик. — 2014. — № 3, март. — С. 3.
- Минакина Л. Н., Одинец А. Д., Куклина Л. Б., Клец О. П. Вехи истории кафедры фармакологии ИГМУ имени Н. П. Шаврова (К 100-летию Иркутского государственного медицинского университета) // Медик. — 2017. — № 9, ноябрь. — С. 3.
- Усов Л. А. Шавров Николай Павлович // Медик. — 2008. — № 4, апрель. — С. 4.
- Усов Л. А. К истории кафедры фармакологии Иркутского государственного медицинского университета: Шавров Николай Иванович // Исторические аспекты становления фармакологии в Восточной Сибири (кафедре фармакологии Иркутского государственного медицинского университета — 90 лет): сборник статей, посвящённых кафедре фармакологии ГБОУ ВПО ИГМУ. — Иркутск, 2012. — С. 9-12.
- Шавров Николай Павлович // Профессора Томского государственного педагогического университета: Биографический словарь / Автор — составитель Т. В. Галкина. Томск: Издательство Томского государственного педагогического университета, 2005 г.